# Селец (Трубчевский район)
Селе́ц — село в Трубчевском районе Брянской области России. Административный центр Селецкого сельского поселения.

## География
Село находится в южной части Брянской области, в зоне хвойно-широколиственных лесов, на правом берегу реки Десна, на расстоянии примерно 12 км (по прямой) к юго-западу от Трубчевска, административного центра района. Абсолютная высота — 143 м над уровнем моря.

### Климат
Климат характеризуется как умеренно континентальный, с холодной снежной зимой и относительно тёплым продолжительным летом. Среднегодовая многолетняя температура воздуха составляет 5,5 °С. Средняя температура воздуха самого тёплого месяца (июля) — 18,6 °C (абсолютный максимум — 36 °C); самого холодного (января) — −8,1 °C (абсолютный минимум — −37 °C). Безморозный период длится в среднем 160 дней. Среднегодовое количество атмосферных осадков составляет 600 мм, из которых большая часть (440 мм) выпадает в период с апреля по октябрь. Снежный покров держится в течение 120 дней.

### Часовой пояс
Село Селец, как и вся Брянская область, находится в часовой зоне МСК (московское время). Смещение применяемого времени относительно UTC составляет +3:00.

## Население
| 2010 | 2013 |
| ---- | ---- |
| 958  | ↘925 |

### Национальный состав
Согласно результатам переписи 2002 года, в национальной структуре населения русские составляли 99 % из 874 чел.

## Улицы
| - ул. Кооперативная, - ул. Луговая, - ул. Мелиоративная, - ул. Молодёжная, | - ул. Набережная, - пер. Полевой, - пер. Садовый, - пер. Северный, | - ул. Советская, - ул. Специалистов, - ул. Трубчевская. |